# De oorlogscorrespondent
De oorlogscorrespondent is het 65e stripalbum van De Blauwbloezen, maar verscheen vóór nummer 64. Het werd getekend door José Luis Munuera en het scenario werd geschreven door BeKa en José Luis Munuera. De inkleuring werd verzorgd door Sedyas. Het album werd uitgebracht in 2020.